# 몬토리오로마노
몬토리오로마노(이탈리아어: Montorio Romano)는 이탈리아 라치오주 로마현에 위치한 코무네다. 로마로부터 북동쪽 35km 거리에 있다.